# Escudo de Cabrales

El escudo del concejo de Cabrales fue inventado por heraldistas, igual que se hizo para otros concejos asturianos. No tiene una sanción legal por parte del ayuntamiento, aunque es utilizado por el concejo de forma normal.
La cruz de la Victoria, es un motivo muy utilizado, a la hora de realizar escudos debido a su significado histórico.
Su escudo es:
En azur, cruz de la Victoria en oro con piedras preciosas. Debajo un árbol con dos cabras a los pies y sobre las peñas un oso de color negro.
Al timbre corona del Príncipe de Asturias.
- Datos: Q8777872